# Łukęcin
Łukęcin (niem. Lüchenthin) – osada letniskowa w północno-zachodniej Polsce położona w województwie zachodniopomorskim, w powiecie kamieńskim, w gminie Dziwnów, położona między Dziwnówkiem a Pobierowem, na Wybrzeżu Trzebiatowskim.
Według danych z 31 grudnia 2009 r. osada miała 146 stałych mieszkańców.
Nad morzem przy wejściu na plażę w Łukęcinie wyznaczono letnie kąpielisko obejmujące 200 m linii brzegowej. Na wschód od miejscowości w 2017 utworzono rezerwat przyrody Klif w Łukęcinie.
W latach 1975–1998 miejscowość administracyjnie należała do województwa szczecińskiego.
Znajduje się w niej klasztor ojców paulinów (pierwsza część domu zakonnego została oddana do użytku w 2002), oraz kilka domów i ośrodków wczasowych. Przebiega tam też droga wojewódzka nr 102 z wydzielonym na niej DOL Łukęcin.
W latach 1974–2005 Łukęcin był uznany przez rząd za miejscowość posiadającą warunki do prowadzenia lecznictwa uzdrowiskowego, dzięki czemu mogły być prowadzone tu zakłady lecznictwa. Na podstawie właściwości warunków naturalnych ustalono dla zakładów lecznictwa w Łukęcinie pierwszoplanowe kierunki lecznicze: choroby układu krążenia, choroby układu oddechowego. Kierunkiem drugoplanowym były choroby układu wydzielania wewnętrznego i przemiany materii oraz kierunek klimatyczno-usprawniający.